# Arrondissement di Châteaulin
L'arrondissement di Châteaulin è un arrondissement dipartimentale della Francia situato nel dipartimento del Finistère, nella regione della Bretagna.

## Storia
Fu creato nel 1800 sulla base dei preesistenti distretti.

## Composizione
L'arrondissement è composto da 61 comuni raggruppati in 7 cantoni.

### Cantoni
- Cantone di Carhaix-Plouguer
- Cantone di Châteaulin
- Cantone di Châteauneuf-du-Faou
- Cantone di Crozon
- Cantone di Le Faou
- Cantone di Huelgoat
- Cantone di Pleyben

### Comuni
| 1. Argol (29001)        | 2. Berrien (29007)        | 3. Bolazec (29012)              | 4. Botmeur (29013)                    |
| 5. Brasparts (29016)    | 6. Brennilis (29018)      | 7. Camaret-sur-Mer (29022)      | 8. Carhaix-Plouguer (29024)           |
| 9. Cast (29025)         | 10. Châteaulin (29026)    | 11. Châteauneuf-du-Faou (29027) | 12. Cléden-Poher (29029)              |
| 13. Collorec (29036)    | 14. Coray (29041)         | 15. Crozon (29042)              | 16. Dinéault (29044)                  |
| 17. Gouézec (29062)     | 18. Huelgoat (29081)      | 19. Kergloff (29089)            | 20. Kerlaz (29090)                    |
| 21. La Feuillée (29054) | 22. Landeleau (29102)     | 23. Landévennec (29104)         | 24. Lannédern (29115)                 |
| 25. Lanvéoc (29120)     | 26. Laz (29122)           | 27. Le Cloître-Pleyben (29033)  | 28. Le Faou (29053)                   |
| 29. Lennon (29123)      | 30. Leuhan (29125)        | 31. Locmaria-Berrien (29129)    | 32. Locronan (29134)                  |
| 33. Lopérec (29139)     | 34. Loqueffret (29141)    | 35. Lothey (29142)              | 36. Motreff (29152)                   |
| 37. Pleyben (29162)     | 38. Plomodiern (29172)    | 39. Plonévez-Porzay (29176)     | 40. Plonévez-du-Faou (29175)          |
| 41. Plounévézel (29205) | 42. Plouyé (29211)        | 43. Ploéven (29166)             | 44. Pont-de-Buis-lès-Quimerch (29302) |
| 45. Port-Launay (29222) | 46. Poullaouen (29227)    | 47. Quéménéven (29229)          | 48. Roscanvel (29238)                 |
| 49. Rosnoën (29240)     | 50. Saint-Coulitz (29243) | 51. Saint-Goazec (29249)        | 52. Saint-Hernin (29250)              |
| 53. Saint-Nic (29256)   | 54. Saint-Rivoal (29261)  | 55. Saint-Ségal (29263)         | 56. Saint-Thois (29267)               |
| 57. Scrignac (29275)    | 58. Spézet (29278)        | 59. Telgruc-sur-Mer (29280)     | 60. Trégarvan (29289)                 |
| 61. Trégourez (29291)   |                           |                                 |                                       |